# Pièce de 1 dollar américain Lafayette
Vous lisez un « bon article » labellisé en 2023.
La pièce de 1 dollar américain Lafayette, communément appelée dollar Lafayette, est une pièce d'argent émise dans le cadre de la participation des États-Unis à l'Exposition universelle de Paris en 1900. Représentant Gilbert du Motier, marquis de Lafayette, avec George Washington, et conçu par le chef graveur Charles E. Barber, c'est le seul dollar américain en argent, commémoratif, avant 1983, et la première pièce américaine à représenter des citoyens américains.
À partir de 1898, d'éminents Américains cherchent à ériger à Paris un monument à la mémoire de Lafayette, un Français qui a combattu pendant la guerre d'indépendance américaine. Parmi ces partisans figure Ferdinand Peck, homme d'affaires de Chicago, que le président William McKinley a choisi comme commissaire général de l'exposition. Peck intègre la proposition de monument dans les plans américains pour Paris et nomme la Commission du Mémorial Lafayette, chargée de collecter des fonds pour sa réalisation. La pièce commémorative d'un dollar, approuvée par le Congrès le 3 mars 1899, est l'un des éléments de cette collecte de fonds.
Les bustes conjoints de Washington et de Lafayette figurent sur l'avers. Barber déclare qu'il s'est inspiré d'une sculpture de Washington réalisée par Jean-Antoine Houdon et d'une médaille de Lafayette réalisée en 1824 par François Augustin Caunois. Pour le revers, il utilise une première esquisse du monument prévu, dessiné par Paul Wayland Bartlett, dont le nom de famille apparaît sur le socle de la statue au revers. Les pièces ne sont pas vendues et 14 000 d'entre elles sont fondues par le Trésor américain. La valeur du dollar Lafayette varie de quelques centaines de dollars à plusieurs dizaines de milliers, en fonction de son état.

## Contexte
Gilbert du Motier de La Fayette naît le 6 septembre 1757 dans une famille noble française,. Alors que l'enfant n'a pas deux ans, son père est tué à la bataille de Minden, ce qui fait du bambin un noble fortuné. Le jeune marquis se marie en 1774,.
En 1775, alors qu'il est en mission militaire à Metz, Lafayette reçoit la nouvelle de la révolution américaine dans les treize colonies. Le jeune officier est rapidement convaincu de la noblesse de la cause américaine. Apprenant que le second Congrès continental manque de fonds, Lafayette loue un navire à ses frais et s'embarque en 1777 pour l'Amérique, bien qu'il reçoive d'abord un accueil glacial de la part du Congrès. Tant d'officiers étrangers cherchent à faire partie de l'armée continentale que son commandant général, George Washington, demande à ce qu'aucun autre ne soit engagé. La demande de Lafayette, qui ne réclame aucune rémunération, finit par être acceptée. Le Congrès reçoit une lettre de l'envoyé américain en France, Benjamin Franklin, indiquant que la famille de Lafayette est riche et influente. Franklin exhorte le Congrès à satisfaire Lafayette, mais aussi à le garder en sécurité et à l'écart de l'action, de peur que sa mort ne nuise à la cause américaine.
En juillet 1777, le Congrès vote la nomination de Lafayette en tant que général de division et l'envoie rencontrer Washington. Les deux hommes nouent une relation très étroite malgré une différence d'âge d'un quart de siècle. Le souhait de Franklin d'assurer la sécurité de Lafayette est contrarié par le désir du jeune homme d'être là où les batailles font rage, et il est blessé à la bataille de Brandywine en septembre 1777. La France entre peu après en guerre aux côtés des Américains et joue un rôle déterminant dans la victoire. Lafayette participe à la campagne décisive de Yorktown, qui aboutit à la reddition du lieutenant général Lord Cornwallis et de toute son armée, ce qui scelle le sort de la guerre en faveur des Américains.
Lafayette rentre en France après 1781, héros national dans les deux pays. Il retourne aux États-Unis en 1784, sa dernière visite avant 40 ans. En France, il s'engage dans la politique, en faveur d'une monarchie constitutionnelle. Il obtient des postes et des commandements après la Révolution française, mais il est capturé par les Autrichiens en 1792 et reste en captivité pendant cinq ans. Après que Napoléon a organisé sa libération, Lafayette reste dans ses domaines et se tient à l'écart de la politique pendant le règne de l'empereur. Après la restauration de la monarchie en 1815, il s'engage à nouveau en politique et siège à la Chambre des députés.

En 1824, le Congrès américain vote à l'unanimité pour que le président James Monroe invite Lafayette à revenir en tant qu'hôte de la nation. Le marquis et son fils, Georges Washington de La Fayette, arrivent à New York pour des célébrations gigantesques. Au cours de l'année et demie qui suit, Lafayette visite les 24 États. Il reçoit d'innombrables honneurs et cadeaux, dont des terres en Floride. Le marquis retourne en France en 1825 et meurt en 1834. Selon Arlie Slabaugh, dans son livre sur les pièces commémoratives, Lafayette est l'une des huit personnes à avoir été nommées citoyen d'honneur des États-Unis, « Lafayette est devenu si populaire et si respecté dans les deux pays que l'amitié qu'il a contribué à cimenter entre les deux nations s'est prolongée jusqu'à aujourd'hui ».

« Puisse cet immense temple de la liberté se dresser à jamais, comme une leçon pour les oppresseurs, un exemple pour les opprimés, un sanctuaire pour les droits de l'humanité ! Et puissent ces heureux États-Unis atteindre cette splendeur et cette prospérité complètes qui illustreront les bénédictions de leur gouvernement, et qui réjouiront pour les âges à venir les âmes disparues de ses fondateurs. »

— Gilbert du Motier, Marquis de Lafayette, discours à la commission envoyée pour prendre congé de lui, 1784.

## Commémoration de Lafayette
En mars 1898, une résolution est présentée au Congrès pour qu'une commission soit chargée d'ériger un monument à Lafayette à Paris au nom des États-Unis. Le projet de loi est adopté par le Sénat et des auditions sont organisées devant la commission des affaires étrangères de la Chambre des représentants. Ferdinand Peck, homme d'affaires et philanthrope de Chicago, témoigne en faveur du projet de loi qui, bien que soutenu par la commission, n'est pas examiné par la Chambre en raison des priorités de la guerre hispano-américaine.
Plus tard, en 1898, le président William McKinley nomme Peck commissaire général des États-Unis à l'Exposition universelle de 1900, qui se tient à Paris. Peck relance la proposition de Lafayette dans le cadre de la participation américaine à l'exposition et crée une commission commémorative Lafayette chargée de superviser le projet de monument. La commission doit veiller à ce que le monument soit inauguré le 4 juillet 1900, jour de l'indépendance des États-Unis, à l'exposition. Le 1er septembre 1898, Peck nomme un certain nombre d'Américains éminents à la commission, dont le sénateur de l'Iowa William B. Allison, le secrétaire d'État William R. Day, l'archevêque John Ireland et le révérend Edward Everett Hale. Le bureau de la commission comprend le trésorier, le contrôleur de la Monnaie (et futur vice-président des États-Unis) Charles G. Dawes, et le secrétaire, Robert J. Thompson.
La collecte de fonds pour l'édification du monument Lafayette est une composante majeure du travail de la commission, qui cherche à impliquer les écoles et les écoliers américains dans le projet. Le 19 octobre 1898, 117e anniversaire de la capitulation de Cornwallis à Yorktown, est proclamé premier « Jour Lafayette » par 42 gouverneurs ou commissaires à l'éducation des États ou territoires. Bien que le président McKinley n'ait pas émis de proclamation similaire, il fait l'éloge du projet dans une lettre publiée dans la presse. Des cérémonies spéciales en l'honneur de Lafayette — ainsi que des plans de cours appropriés — sont organisées dans de nombreuses écoles, et les élèves sont invités à donner des cents en l'honneur du patriote français. Au total, les manifestations organisées dans les écoles rapportent 45 858,30 dollars. Ces établissements reçoivent, lors de la Journée Lafayette suivante — qui devait être annuelle —, des reçus ornés, signés par Dawes et destinés à passer à la postérité.
Un autre moyen proposé pour payer la statue est une pièce de monnaie commémorative. Au début de l'année 1899, la commission demande l'adoption d'une loi lui accordant un crédit de 50 000 dollars sous la forme de 100 000 demi-dollars commémoratifs, qui pourraient être vendus au public à un prix élevé. Cette méthode a permis de financer (avec un succès mitigé) l'Exposition universelle de Chicago en 1893. Au lieu de cela, le Congrès adopte et McKinley signe, le 3 mars 1899, un projet de loi sur les crédits civils qui prévoient l'octroi de 50 000 pièces d'un dollar en argent à la commission. Les lingots destinés à la frappe doivent être achetés sur le marché libre et ne pas provenir des stocks restants de la Monnaie, acquis en vertu du Sherman Silver Purchase Act abrogé, bien que la Monnaie n'ait pas épuisé les stocks issus de cette législation avant 1904. Le Congrès plafonne le coût de l'argent à 25 000 dollars. En l'occurrence, le Trésor américain achète 38 675,875 onces troy d'argent pour 23 032,80 dollars. Les motifs doivent être choisis par le directeur de la Monnaie, avec l'approbation du secrétaire au Trésor,,.

## Préparation

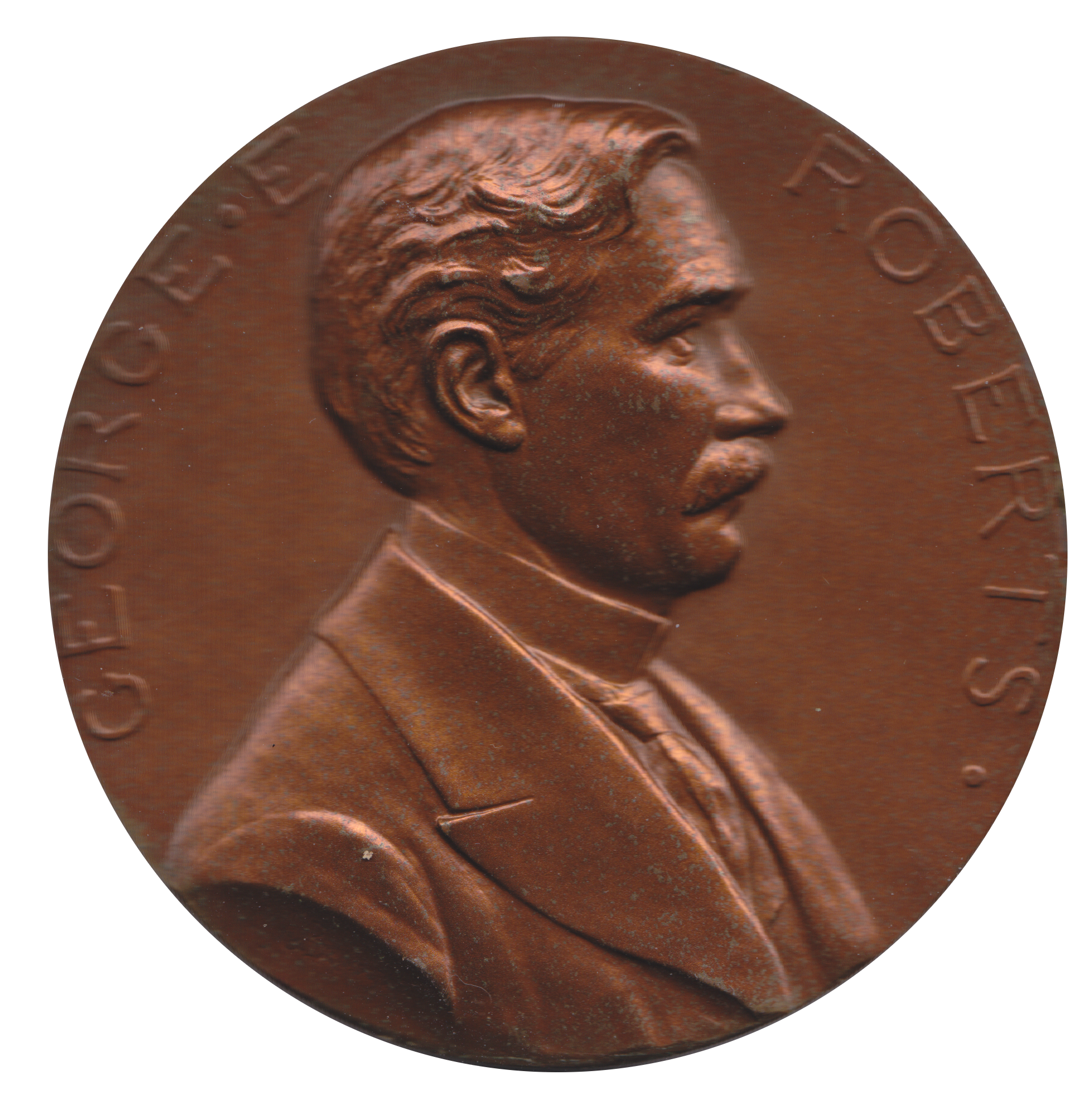
Le directeur de la Monnaie George E. Roberts sur sa médaille de la Monnaie conçue par le chef graveur Charles E. Barber.

Une fois le projet de loi adopté, le chef graveur de la Monnaie, Charles E. Barber, le prend personnellement en charge, cherchant à éviter les retards et les litiges qui ont marqué les deux commémorations précédentes, le demi-dollar colombien et le quart de dollar Isabella. Le 24 mars 1899, le directeur de la Monnaie, George E. Roberts, écrit dans une lettre que la Lafayette Memorial Commission envisage de faire figurer sur une face de la pièce une représentation du nouveau monument. Barber répond le lendemain à Henry Boyer, surintendant de la Monnaie de Philadelphie, en faisant référence à cette lettre et en demandant un croquis du monument.
Le 12 avril 1899, le chef graveur obtient du secrétaire de la commission, Thompson, une esquisse préliminaire du monument, une statue équestre réalisée par Paul Bartlett. Barber esquisse d'autres dessins, dont l'un reprend la prière de Lafayette de 1784 pour la prospérité des États-Unis. Il en crée également un représentant Lafayette debout, sur la base d'une déclaration de Thompson selon laquelle le cheval pourrait être omis. Les concepts de Barber montrant une statue équestre sur une face et les têtes de Lafayette et de Washington sur l'autre formeraient la base de la pièce finale. Roberts approuve rapidement l'esquisse des deux têtes de Barber et, sans consulter la commission, divulgue l'information à l'American Journal of Numismatics, qui la publie dans son numéro d'avril 1899.
Le 23 mai 1899, Barber écrit à Roberts qu'il prévoit de baser la tête de Washington (à l'avers) sur le célèbre buste du premier président réalisé en 1785 par Jean-Antoine Houdon, et sur une première utilisation médaillée du buste de Houdon, la médaille de 1786 « Washington devant Boston » de Pierre-Simon-Benjamin Duvivier. Le buste de Lafayette (également à l'avers) doit s'inspirer d'une médaille de 1824 représentant Lafayette, réalisée par François Augustin Caunois.

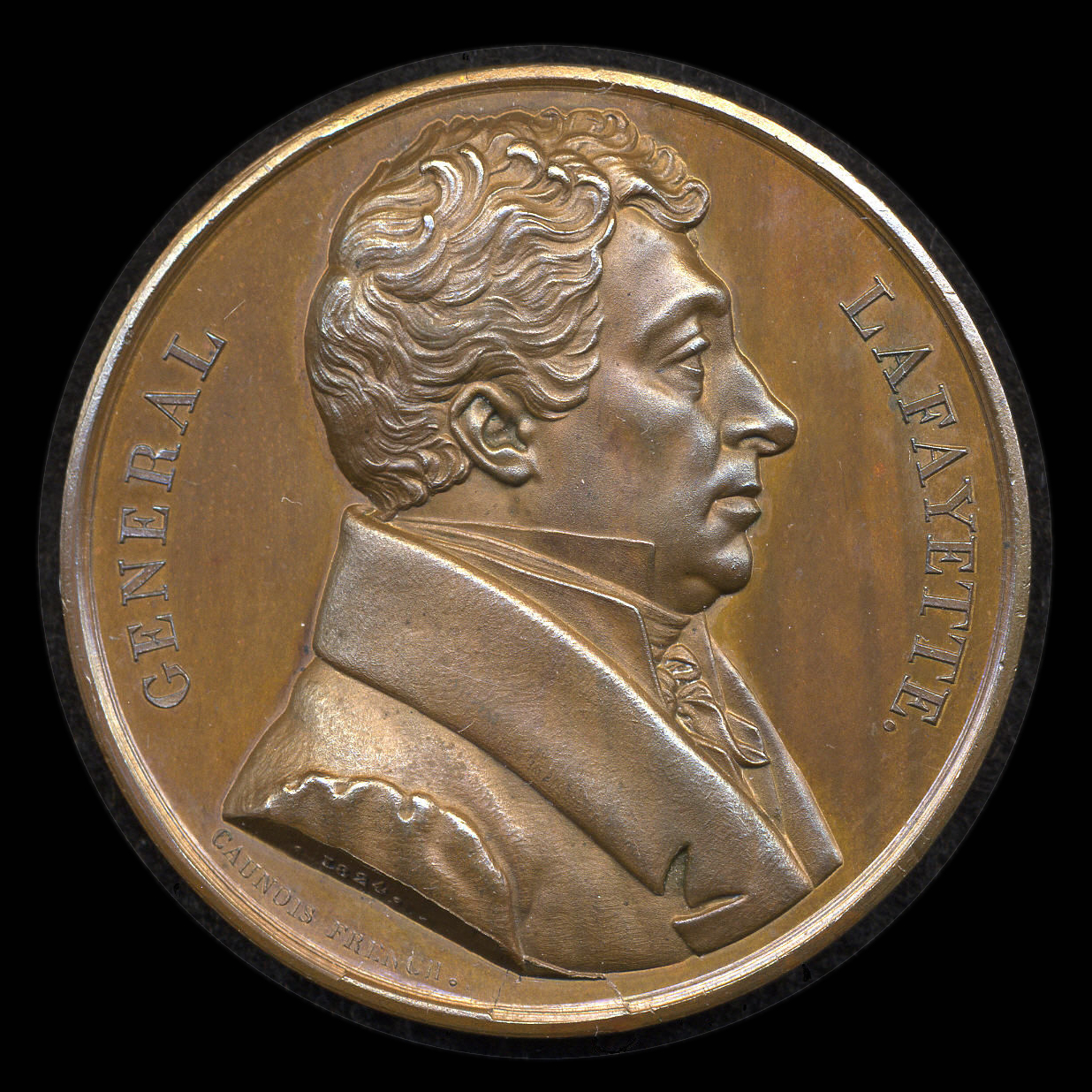
Médaille de Lafayette de François Augustin Caunois.

Peck et d'autres membres de la commission ne sont pas satisfaits des propositions de conception et en suggèrent d'autres. Barber les dénigre dans une lettre adressée à Roberts le 8 juin. Peck propose que seuls les visages de Washington et de Lafayette soient représentés, sans le reste de la tête. Barber déclare : « Je suis d'avis que les têtes de Washington et de Lafayette devraient être traitées du point de vue du sculpteur, et que tous les efforts devraient être faits pour les représenter avec une grandeur et une dignité correspondant à la position qu'ils occupent dans l'histoire de la nation, ce qui ne pourrait certainement pas être fait s'ils devaient être montrés émergeant d'une demi-lune ». Sur les instructions de Roberts, Barber se rend à New York et rencontre Peck pendant deux jours, les 14 et 15 juin. Barber dit ensuite au directeur de la Monnaie penser qu’« [ils] n'entendron[t] plus parler de la prière de Lafayette », que Peck comprend désormais que l'espace disponible pour un dessin, même sur un dollar en argent (la plus grande pièce américaine), est limité, « et [que], comme le Comité [la commission] souhaite que le monument soit exposé, la prière devra trouver une autre place ». Bien que Barber indique que la décision de la commission de représenter la statue sans son piédestal représente un progrès vers le point où il pourrait graver des matrices, « J'ai appris à New York que le travail du sculpteur doit être soumis à un comité parisien qui aura l'entière responsabilité du monument, et que le travail du sculpteur doit être modifié dans tous les détails jusqu'à ce qu'il reçoive l'approbation de ce comité de Français… Il me semble que cela pourrait se faire dans le courant de l'année 1900 ».
Le 20 juin 1899, Barber soumet les dessins définitifs de la pièce. Ils sont approuvés par le directeur Roberts le 1er juillet, ce qui ne met pas fin aux querelles sur le contenu de la pièce : la commission souhaite que les pièces soient datées de 1900, mais qu'elles soient vendues le plus tôt possible en 1899. Le secrétaire au Trésor Lyman Gage insiste sur la disposition du Coinage Act de 1873 qui exige que la date de production apparaisse sur les pièces. Finalement, un compromis est trouvé : les pièces sont frappées en décembre 1899, ne sont distribuées que le mois suivant et l'inscription « Paris 1900 » figure sur les pièces.

## Dessin

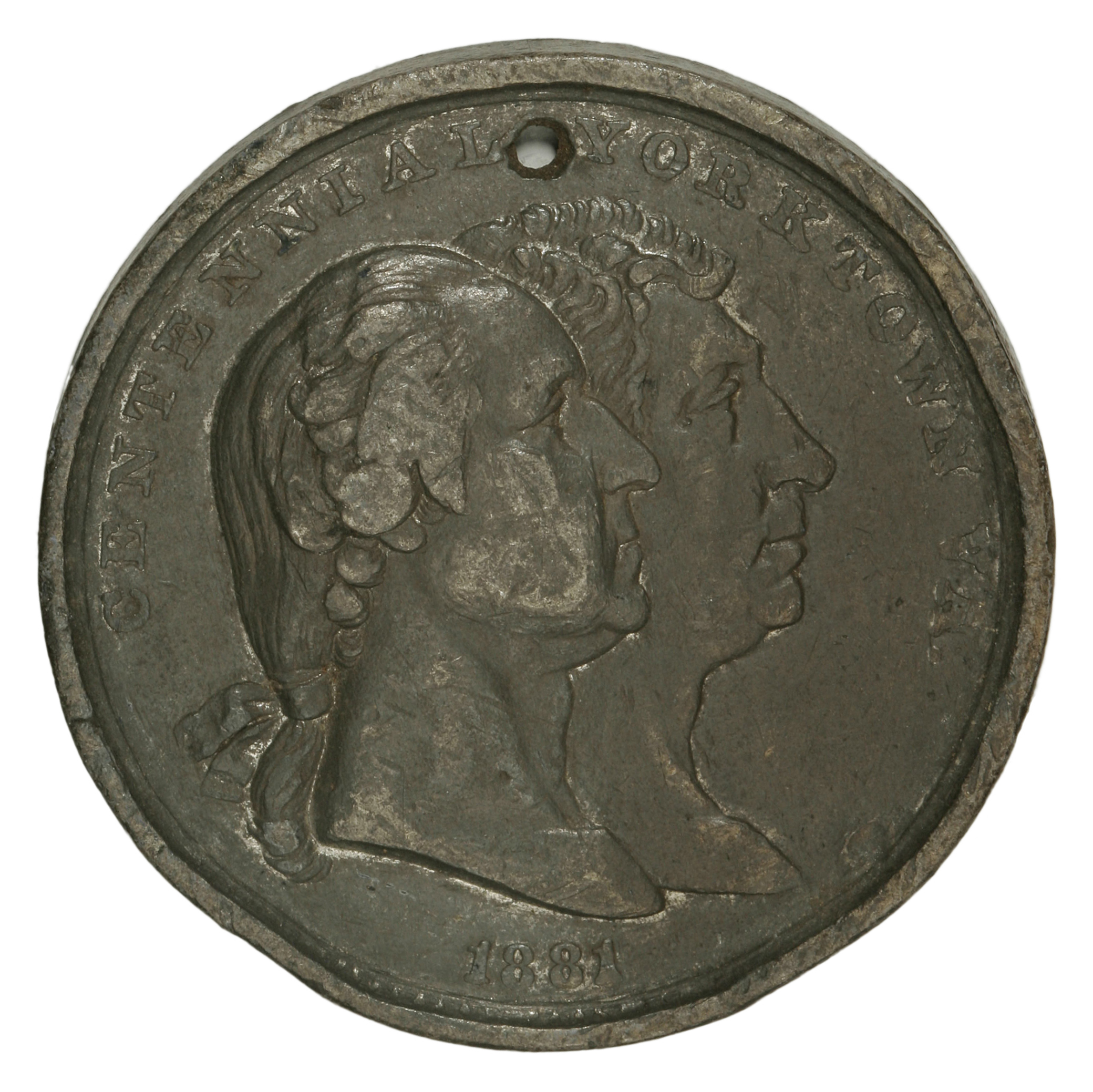
Médaille du centenaire de Yorktown de Peter Krider (1881).

L'avers du dollar Lafayette présente les têtes jointes de Washington et de Lafayette. Arlie Slabaugh note que Charles E. Barber déclare avoir basé les bustes sur la sculpture de Jean-Antoine Houdon et la médaille de Caunois, mais ajoute : « [I]l est possible que ces éléments aient eu un effet sur la conception, mais j'ai toujours pensé que la source immédiate ou l'idée de la conception était la médaille du centenaire de Yorktown de 1881 ». Anthony Swiatek et Walter Breen soutiennent que, bien que l'ancêtre ultime de la représentation de Washington par Barber soit le buste de Houdon, la source du buste de Lafayette et du format de l'avers « est sans aucun doute la médaille du centenaire de Yorktown de Peter L. Krider ». Krider, un graveur de Philadelphie qui n'est pas employé par la Monnaie, a émis un certain nombre de jetons et de médailles dans les années 1870 et 1880. Les mots « United States of America » et « Lafayette Dollar » apparaissent en haut et en bas de l'avers de la pièce.
Le revers est basé sur une première esquisse de la statue de Lafayette réalisée par Paul Wayland Bartlett. Il représente une statue montée de Lafayette, chevauchant à gauche. Le monogramme de Barber n'apparaît pas sur la pièce, mais le nom « Bartlett » est inscrit sur la base de la statue. Une branche de palmier se trouve également sur le socle et s'étend en dessous de celui-ci. L'inscription au revers, « Erected by the youth of the United States in honor of Gen Lafayette/Paris 1900 » (Érigée par la jeunesse des États-Unis en l'honneur du Général Lafayette/Paris 1900), est un hommage aux efforts de collecte de fonds de l'école qui ont eu lieu en 1898. Swiatek et Breen soulignent que, même si l'on admet que la date de 1900 est celle de l'exposition et de l'érection de la statue, les pièces sont toujours en violation de la loi de 1873, qui exige que la date de frappe apparaisse sur les pièces, et que « les dollars Lafayette sont techniquement non datés et donc illégaux »,.

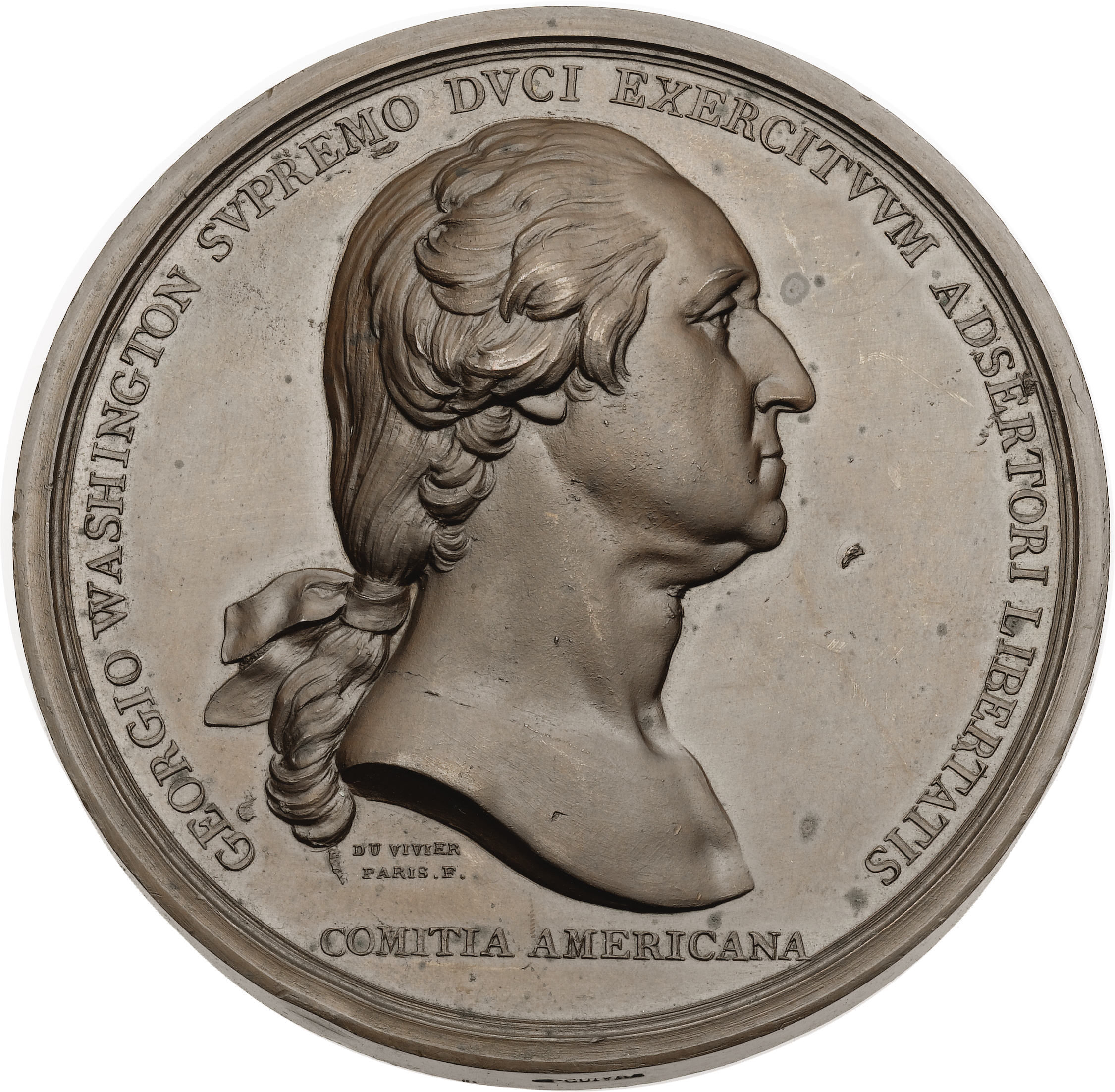
L'avers de la médaille « Washington devant Boston » est la première utilisation du buste de Jean-Antoine Houdon dans une médaille.

Au revers, Lafayette tient une épée tendue vers le haut. Bartlett décrit la version de la statue à partir de laquelle Barber a travaillé : « Lafayette est représenté dans la statue comme un fait et un symbole, offrant son épée et ses services aux colons américains pour la cause de la liberté. Il apparaît comme l'emblème de la sympathie aristocratique et enthousiaste manifestée par la France à l'égard de nos ancêtres ». Swiatek et Breen notent : « Nous pouvons considérer que la pose de Lafayette sur la statue, telle qu'elle figure sur la pièce, le représente en procession triomphale plutôt qu'en train de charger contre l'ennemi — notez son épée rengainée, comme le bâton d'un major des Highlands, servant d'étendard plutôt que brandie comme une arme ».
Le dessin de Barber pour le dollar Lafayette est souvent critiqué. Swiatek et Breen se plaignent de la « tête sans vie du président [Washington] ». Q. David Bowers déclare que « le relief peu profond de l'œuvre de Barber n'est qu'un simulacre de l'art en haut-relief extrêmement détaillé de Krider ». Selon Don Taxay, « lorsqu'on compare les portraits de Barber à ceux de Du Vivier [sic] et de Caunois, on comprend pourquoi [le sculpteur et ennemi de Barber] Saint-Gaudens avait l'habitude de qualifier avec mépris les médaillistes commerciaux de la Monnaie ». La différence ici ne réside pas seulement dans le relief, mais aussi dans les compétences élémentaires en matière de modelage. L'historien de l'art Cornelius Vermeule déclare que « le dollar Lafayette n'a pas l'attrait pittoresque et daté du quart de dollar Isabella ou l'originalité amusante du demi-dollar colombien ». Malgré la nécessité d'un faible relief, les bustes sont trop linéaires. Le revers souffre d'un trop grand nombre de lettres de taille uniforme. Les mots « Paris 1900 » auraient pu suffire ; tout au plus l'ajout de « From the Youth of the United States » aurait-il permis de faire passer le message.

## Production et réactions
Tous les dollars Lafayette sont frappés à la Monnaie de Philadelphie le 14 décembre 1899, date du centenaire de la mort de George Washington. Le Philadelphia Public Ledger publie un article à ce sujet :

« Plusieurs responsables de la Monnaie, des membres de la Commission du Mémorial Lafayette et quelques membres de la presse étaient présents à cette petite cérémonie du dollar Lafayette. Après avoir retiré le premier dollar Lafayette frappé, Miss Gleary [l'opératrice de la presse à frapper la monnaie] l'a présenté au surintendant de la Monnaie Henry Boyer. Le chef graveur de la Monnaie, Charles E. Barber, l'a ensuite inspecté. Il est ensuite montré à Robert J. Thompson, secrétaire de la Memorial Commission, puis remis au directeur de la Monnaie George E. Roberts. Il a été placé dans un coffret à pièces ou à médailles et ramené à Washington, D.C., par M. Roberts, pour être remis au président William McKinley. La pièce devait ensuite être envoyée dans un coffret de présentation élaboré de 1 000 dollars, pour être offerte au président de la République française. »

Une fois la cérémonie terminée à la Monnaie de Philadelphie, la frappe du dollar Lafayette se poursuit sur une ancienne presse à monnaie capable de frapper quatre-vingts pièces par minute, soit 4 800 par heure. Au total, 50 026 pièces sont frappées, dont 26 mises de côté pour être inspectées et testées lors de la réunion de 1900 de la commission d'analyse des États-Unis.

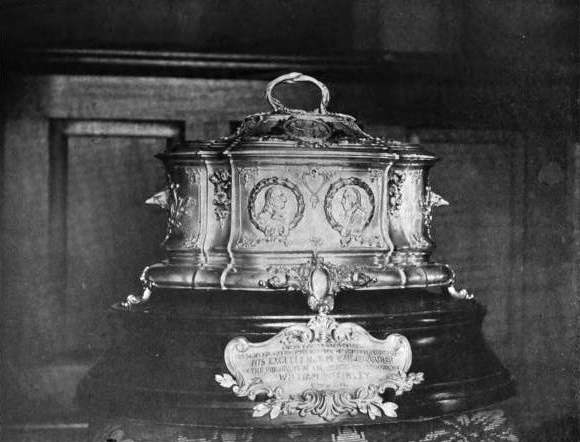
Coffret dans lequel le premier dollar Lafayette est remis au président français Émile Loubet.

Le premier demi-dollar colombien a été vendu 10 000 dollars. Une offre de 5 000 dollars est faite mais refusée pour le premier dollar Lafayette, destiné à être présenté au président français Émile Loubet. Robert J. Thompson, nommé commissaire spécial des États-Unis à cet effet, emmène le coffret en France à bord du S.S. La Champagne. La cérémonie est initialement prévue pour le 22 février 1900 (anniversaire du président Washington), mais elle n'a lieu que le 3 mars, date à laquelle Thompson présente le coffret et la pièce au président français. Les deux objets sont aujourd'hui conservés au Louvre,.
La commande connaît un certain nombre de difficultés financières. En janvier 1900, le sculpteur Charles Henry Niehaus se demande pourquoi la commission s'est fixé un objectif de 150 000 dollars pour la collecte de fonds, étant donné qu'aucune statue équestre n'a jamais coûté plus de la moitié de cette somme. La commission est poursuivie en justice par l'architecte Henry Hornbostel, qui réclame des honoraires pour la conception d'un piédestal pour la statue de Bartlett. L'accord à l'amiable lui permet de rembourser ses frais.

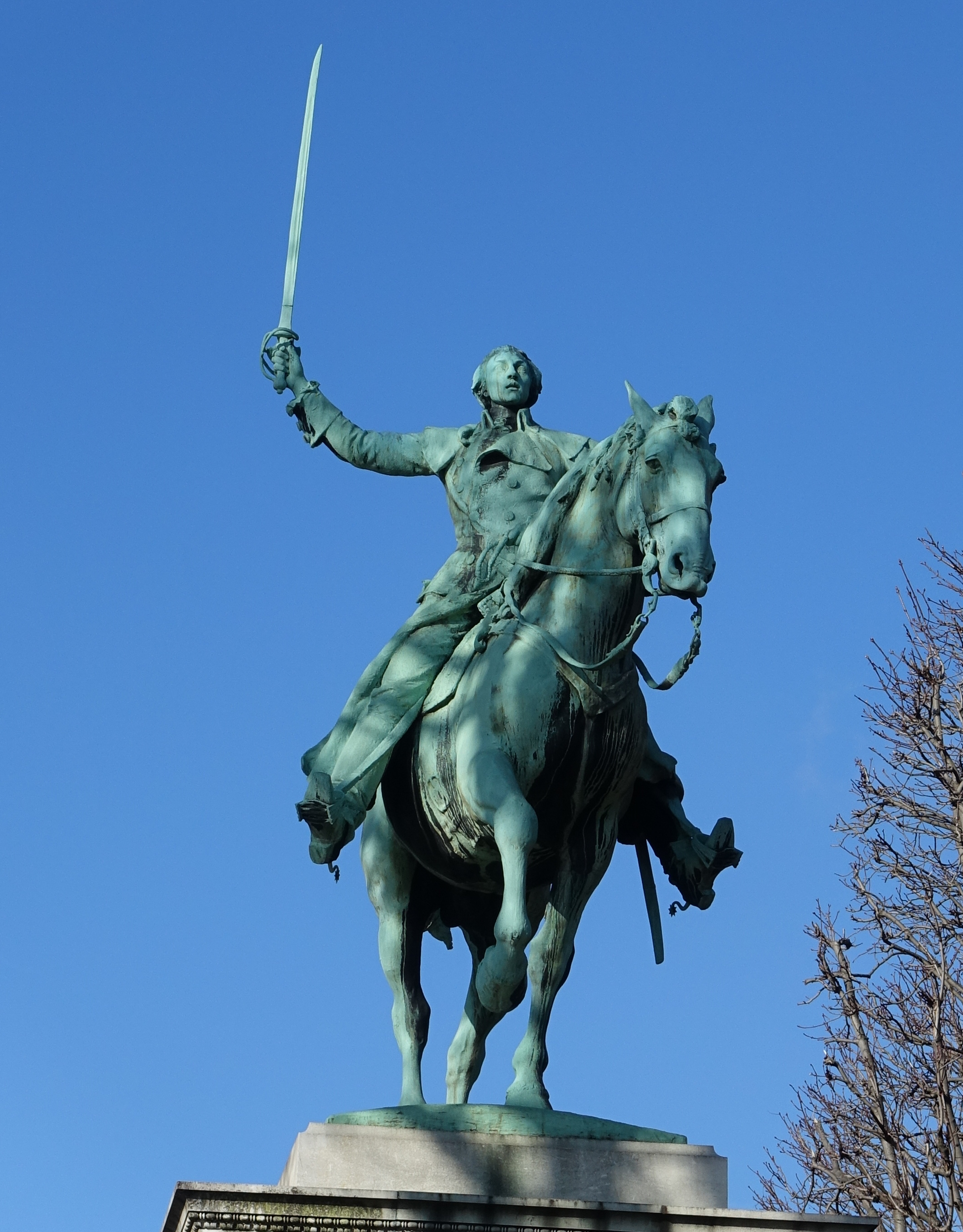
Statue de Paul Bartlett représentant Lafayette à Paris.

La commission tarde à donner la commande finale de la statue à Bartlett, si bien qu'il est impossible de préparer à temps la pièce de bronze définitive ; un tiers de la maquette n'est achevé qu'en mai. Selon Q. David Bowers, « les Français sont à l'aise dans ce genre de problèmes ». La commission peut préparer un modèle en plâtre grandeur nature pour le 4 juillet en sciant la maquette en morceaux et en les distribuant à divers ateliers qui réalisent des agrandissements en plâtre. Une fois assemblées, les pièces de plâtre s'emboîtent parfaitement. Cet assemblage est cérémonieusement inauguré sur la place du Carrousel le 4 juillet 1900. Par la suite, Bartlett n'est pas satisfait de certains aspects du projet et les modifie. La statue en bronze qu'il érige sur la place du Carrousel en 1908 diffère considérablement de celle représentée sur la pièce. Les modifications apportées comprennent l'élimination du chapeau à trois coins de Lafayette et la position du bras levé et de l'épée. La statue reste à cet endroit pendant près de quatre-vingts ans, mais elle est déplacée dans les années 1980 lors des travaux de construction de la pyramide de verre d'Ieoh Ming Pei au Louvre. Elle se trouve désormais sur le cours la Reine à Paris, le long de la Seine.
Une fois les pièces frappées, la commission commence à les vendre au prix de 2 dollars l'unité. Après février 1900, lorsque la Commission déménage ses bureaux de Chicago à Paris, les ventes sont assurées par l'American Trust & Savings Bank de Chicago. Seul un petit nombre de pièces est vendu aux collectionneurs. Les ventes, réalisées par l'intermédiaire de la banque, se poursuivent pendant plusieurs années. Les prix chutent d'abord sur le marché secondaire — les pièces pouvaient être achetées pour 1,10 dollar en 1903 — et des milliers de pièces ont pu être remises en circulation ou sont dépensées par les acheteurs en période difficile. En 1920, le prix du marché dépasse le prix d'émission initial et, par la suite, les prix augmentent régulièrement, atteignant 3,50 dollars en 1930, 5 dollars au plus fort du boom des pièces commémoratives en juillet 1936, 13 dollars en 1950, 55 dollars en 1960 et 650 dollars en 1975.
Quatorze mille pièces sont retournées au Trésor et conservées dans des sacs de 1 000 dollars. Cette décision fait suite aux mauvaises ventes de la nouvelle pièce à Paris — seulement 1 800 sont vendues — et quelque 10 000 pièces sont renvoyées aux États-Unis. Elles sont conservées pendant de nombreuses années. En 1945, Aubrey Beebe, marchand de pièces d'Omaha, apprend l'existence de ces pièces grâce aux archives du gouvernement et se renseigne, mais on lui répond que les pièces ont été fondues.
Le dollar Lafayette est la première pièce américaine à représenter un citoyen américain. Après la pièce Lafayette, la Monnaie ne frappe plus de dollar commémoratif en argent jusqu'au dollar des Jeux olympiques de Los Angeles de 1983.

## Collection
En 1925, le numismate George H. Clapp découvre un dollar Lafayette qui diffère légèrement des descriptions publiées. Il poursuit ses recherches au cours de la décennie suivante et découvre deux autres variétés. Celles-ci existent parce que plusieurs matrices, pour l'avers et le revers, sont utilisées pour frapper la pièce de Lafayette, et que ces matrices ne sont pas identiques. En 2012, Anthony Swiatek fait état d'une cinquième combinaison de matrices qu'il a découverte et examine des images de centaines de dollars Lafayette qu'il possède ou qui se trouvent sur internet. Il indique que deux variétés combinées représentent plus de 90 % des spécimens, les autres étant beaucoup plus rares. Pour cette raison, il émet l'hypothèse que les dollars ont été frappés sur au moins deux machines, et non sur une seule comme on le dit habituellement, les variétés les plus rares étant le résultat de l'insertion de matrices de remplacement au fur et à mesure de l'usure des matrices d'origine. Les différences sont mineures (par exemple, le fait que le M de « America » soit en relief ou qu'il soit associé au A qui le précède sur l'avers, et les détails de la branche de palmier sur le revers) et la pièce est rarement collectionnée par type de matrice, ce qui signifie que les variétés les moins courantes n'ont qu'une faible valeur en termes de prime.
L'édition de luxe de R.S. Yeoman, A Guide Book of United States Coins, publiée en 2018, répertorie le dollar Lafayette à 485 $ en état presque non circulé (AU-50 - entre superbe et splendide), allant jusqu'à 15 000 $ en état presque parfait MS-66 (fleur de coin). Un dollar en état MS-67 est vendu en 2015 pour 73 438 dollars. La plupart des dollars Lafayette présentent des marques de contact avec d'autres pièces, car elles sont éjectées mécaniquement de la presse dans une trémie et aucune tentative n'est faite pour préserver leur apparence pour les collectionneurs. Bien que le fait que le spécimen soit bien frappé ou non ait rarement une incidence sur sa valeur, les spécimens clairement frappés présenteront la ligne de gravure séparant la botte de Lafayette du reste de son uniforme, et les détails de la partie inférieure de son vêtement seront également distincts. Les points les plus élevés de la pièce, où l'usure devrait être la plus apparente, sont la pommette de Washington sur l'avers et le visage de Lafayette sur le revers.
La pièce est contrefaite de temps à autre. Diverses techniques sont également utilisées pour rendre les pièces authentiques plus brillantes afin de tromper les collectionneurs, notamment le polissage, un processus qui endommage leur surface et leur patine.